# Ange-Étienne-Xavier Poisson de La Chabeaussière
Ange-Étienne-Xavier Poisson de La Chabeaussière, né à Paris le 4 décembre 1752, mort à Paris le 10 septembre 1820, est un auteur dramatique et littérateur français.

## Biographie
Fils d’un avocat, il quitta le séminaire puis l'armée pour suivre la carrière des lettres, et publia ses essais dans divers recueils périodiques. Son début comme auteur dramatique fut Lamentine, ou les Tapouis, pièce tragi-comique en deux actes et en vers, qui, destinée à rivaliser avec Jeannot, au Théâtre des Variétés-Amusantes, fut retenue par les Comédiens Italiens, mais n’obtint sur leur théâtre que deux ou trois représentations, en 1779, parce que des longueurs, un grand nombre de vers pris dans diverses tragédies et des plaisanteries graveleuses y remplaçaient trop souvent la bonne et franche bouffonnerie. 
La Chabeaussière fut dédommagé de cet échec par le succès des Maris corrigés, comédie en trois actes et en vers, jouée sur le même théâtre en 1781, imprimée la même année et réimprimée en 1810, après avoir été représentée à l’odéon. Cette pièce, la meilleure de l’auteur, malgré quelques longueurs, un peu d’incohérence et d’obscurité, est d'un excellent ton, offre de l’esprit, de la facilité, des détails charmants, une grande connaissance des mœurs. Il n’en lut pas de même des Deux Fourbes, comédie en un acte, en prose, que l’auteur retira après la première représentation, en 1782, et qui, puisée dans Gil Blas, et renfermant des traits d’esprit et une bonne scène, ressemblait trop pourtant à Crispin rival de son maître. 
La Chabeaussière et Dalayrac servaient encore dans les gardes du corps du comte d’Artois, et portaient tous les deux le titre de chevalier, lorsque 
Comme Nicolas Dalayrac, dont il est le librettiste épisodique, il sert parmi les « Gardes du corps de Monsieur » (comte d'Artois). La réunion de leurs talents, l’un comme auteur, l’autre comme musicien, produisit deux jolis opéras-comiques en vers, représentés sur la scène italienne : l’Eclipse totale, en un acte, en 1782, et le Corsaire, en trois actes, en 1785. Le premier, traduit en allemand en 1785, reparut en vaudeville au théâtre Montansier, et fut réimprimé, en 1799, sous le titre de l’Éclipse de lune, ou l’Astrologue qui se laisse tomber dans un puits. Le second, offrant des situations comiques et intéressantes et des détails piquants, quoique d’une gaieté un peu libre, fut remis sur la scène.
Le Catéchisme républicain philosophique et moral qu'il a rédigé a été choisi, après le concours du 9 pluviôse an II, comme catéchisme officiel de morale pour les écoles pendant le Directoire.

## Œuvres

### Ouvrage
- Catéchisme républicain, philosophique et moral, an II de la République[3].

### Livrets
- L'Éclipse totale, opéra-comique en un acte et en vers, musique de Nicolas Dalayrac, créé le 7 mars 1782 par la troupe de l'Opéra-Comique à l'Hôtel de Bourgogne, Paris.
- Le Corsaire, comédie en trois actes et en vers, mêlée d’ariettes, musique de Nicolas Dalayrac, créée le 7 mars 1783, à la Cour à Versailles puis donnée le 17 mars 1783 à l'Hôtel de Bourgogne.
- Azémia ou le Nouveau Robinson , comédie en trois actes et en vers mêlée d’ariettes, musique de Micolas Dalayrac, créée le 17 octobre 1786 à la Cour à Fontainebleau. Devenue Azémia ou les Sauvages une fois mise en prose, donnée le 3 mai 1787 à l'Opéra-Comique (salle Favart).
- Le Corsaire algérien ou le Combat naval, comédie en un acte et en prose, musique de Nicolas Dalayrac, créé le 13 messidor an I, à l'Opéra-Comique (salle Favart).
- Gulistan ou le Hulla de Samarcande, comédie en trois actes et en prose mêlée d’ariettes, en collaboration avec Charles-Guillaume Étienne, musique de Nicolas Dalayrac, créée le 8 vendémiaire an XIV (30 septembre 1805) à l'Opéra-Comique (théâtre Feydeau). La pièce, sous couvert d'une satire d'une tradition musulmane, celle du mariage temporaire, dénonce l'hypocrisie du clergé catholique[4].

### Théâtre
- Lamentine ou les Tapouis, pièce tragi-comique en deux actes et en vers, en collaboration avec MM. Dalayrac, T. A. et M., créée le 12 août 1779 au Théâtre-Italien.
- Les Maris corrigés, comédie en trois actes et en vers, créée le 7 août 1781 au Théâtre-Italien.

### Chansons
- Couplets pour la fête de Madame la Comtesse de M., chantés par Mademoiselle sa Fille, paroles de M. de la Chabeaussière (écuyer), musique de M. Dalayrac, en 1784[5].
- Chant martial pour la fête de la victoire, musique de François-Joseph Gossec, exécuté le 20 prairial an IV.

### Accompagnements musicaux
- Romance du Chevrier (actuelle Plaisir d'amour ), paroles extraites de Célestine nouvelle de Jean-Pierre Claris de Florian, avec un air de Jean Paul Égide Martini, édition d'un accompagnement de guitare en 1785[N 1].

## Iconographie
Il fut portraituré par 
- Joseph Ducreux, Salon de 1795, no 234.
- Robert Lefèvre, Salon de 1804, no 391.
- Jacques Augustin Catherine Pajou[N 2] Salon de 1819, no 806. Lors de l'année 1943, ce tableau fut acquis en vente publique par le musée national du château de Versailles et de Trianon.
- Il figure aussi sur une estampe Une soirée chez la princesse Constance de Salm parmi 38 autres personnalités littéraires et artistiques du Salon de la Princesse de Salm.